# Gresswiller
Gresswiller [gʁɛsvilɛʁ]  (Grasswiller en alsacien) est une commune française située dans la circonscription administrative du Bas-Rhin et, depuis le 1er janvier 2021, dans le territoire de la Collectivité européenne d'Alsace, en région Grand Est.
Cette commune se trouve dans la région historique et culturelle d'Alsace.
Ses habitants sont appelés les Gresswillerois.

## Géographie
Gresswiller fait partie du canton et de l'arrondissement de Molsheim. Le village se trouve à environ 25 km de Strasbourg.
La gare de Gresswiller est située sur la ligne de Strasbourg-Ville à Saint-Dié.
| Heiligenberg | Dinsheim-sur-Bruche | Mutzig      |
|              | Gresswiller         |             |
| Mollkirch    | Rosheim             | Rosenwiller |

### Cours d'eau
- La Bruche.

### Communes limitrophes
Mollkirch, Rosenwiller, Dinsheim-sur-Bruche, Heiligenberg, et Mutzig.

### Hydrographie
La commune est dans le bassin versant du Rhin au sein du bassin Rhin-Meuse. Elle est drainée par la Bruche et le ruisseau la Magel,.
La Bruche, d'une longueur de 77 km, prend sa source dans la commune de Urbeis et se jette  dans l'Ill à Strasbourg, après avoir traversé 37 communes. 

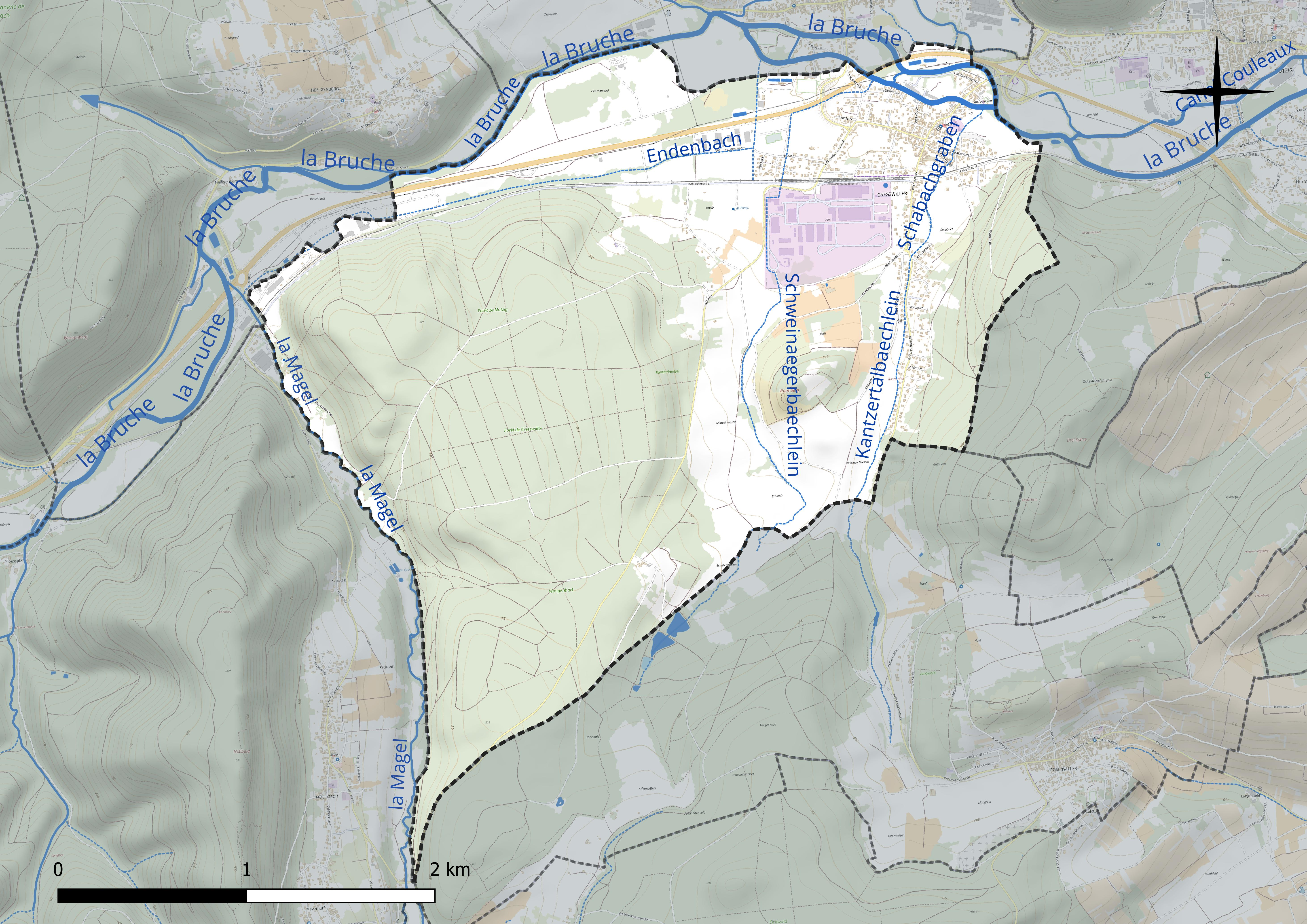
Réseau hydrographique de Gresswiller.

La Magel, d'une longueur de 17 km, prend sa source dans la commune de Ottrott et se jette  dans la Bruche à Heiligenberg, après avoir traversé sept communes. 

### Climat
Pour des articles plus généraux, voir Climat du Grand Est et Climat du Bas-Rhin.
En 2010, le climat de la commune est de type climat des marges montargnardes, selon une étude du Centre national de la recherche scientifique s'appuyant sur une série de données couvrant la période 1971-2000. En 2020, Météo-France publie une typologie des climats de la France métropolitaine dans laquelle la commune est exposée à un climat semi-continental et est dans la région climatique  Vosges, caractérisée par une pluviométrie très élevée (1 500 à 2 000 mm/an) en toutes saisons et un hiver rude (moins de 1 °C). 
Pour la période 1971-2000, la température annuelle moyenne est de 10,5 °C, avec une amplitude thermique annuelle de 17,3 °C. Le cumul annuel moyen de précipitations est de 856 mm, avec 10,4 jours de précipitations en janvier et 10,4 jours en juillet. Pour la période 1991-2020, la température moyenne annuelle observée sur la station météorologique de Météo-France la plus proche, « Wangenbourg_sapc », sur la commune de Wangenbourg-Engenthal à 14 km à vol d'oiseau, est de 9,9 °C et le cumul annuel moyen de précipitations est de 1 131,8 mm. 
La température maximale relevée sur cette station est de 36,4 °C, atteinte le 25 juillet 2019 ; la température minimale est de −16,9 °C, atteinte le 7 février 2012,,. 
Les paramètres climatiques de la commune ont été estimés pour le milieu du siècle (2041-2070) selon différents scénarios d'émission de gaz à effet de serre à partir des nouvelles projections climatiques de référence DRIAS-2020. Ils sont consultables sur un site dédié publié par Météo-France en novembre 2022.

## Urbanisme

### Typologie
Au 1er janvier 2024, Gresswiller est catégorisée ceinture urbaine, selon la nouvelle grille communale de densité à sept niveaux définie par l'Insee en 2022.
Elle appartient à l'unité urbaine de Molsheim, une agglomération intra-départementale regroupant dix  communes, dont elle est une commune de la banlieue,,. Par ailleurs la commune fait partie de l'aire d'attraction de Strasbourg (partie française), dont elle est une commune de la couronne,. Cette aire, qui regroupe 268 communes, est catégorisée dans les aires de 700 000 habitants ou plus (hors Paris),.

### Occupation des sols
L'occupation des sols de la commune, telle qu'elle ressort de la base de données européenne d’occupation biophysique des sols Corine Land Cover (CLC), est marquée par l'importance des forêts et milieux semi-naturels (56,6 % en 2018), en diminution par rapport à 1990 (57,8 %). La répartition détaillée en 2018 est la suivante : 
forêts (56,6 %), prairies (19,1 %), zones urbanisées (7 %), zones industrielles ou commerciales et réseaux de communication (6,5 %), cultures permanentes (4,6 %), terres arables (3,3 %), zones agricoles hétérogènes (2,9 %). L'évolution de l’occupation des sols de la commune et de ses infrastructures peut être observée sur les différentes représentations cartographiques du territoire : la carte de Cassini (XVIIIe siècle), la carte d'état-major (1820-1866) et les cartes ou photos aériennes de l'IGN pour la période actuelle (1950 à aujourd'hui).

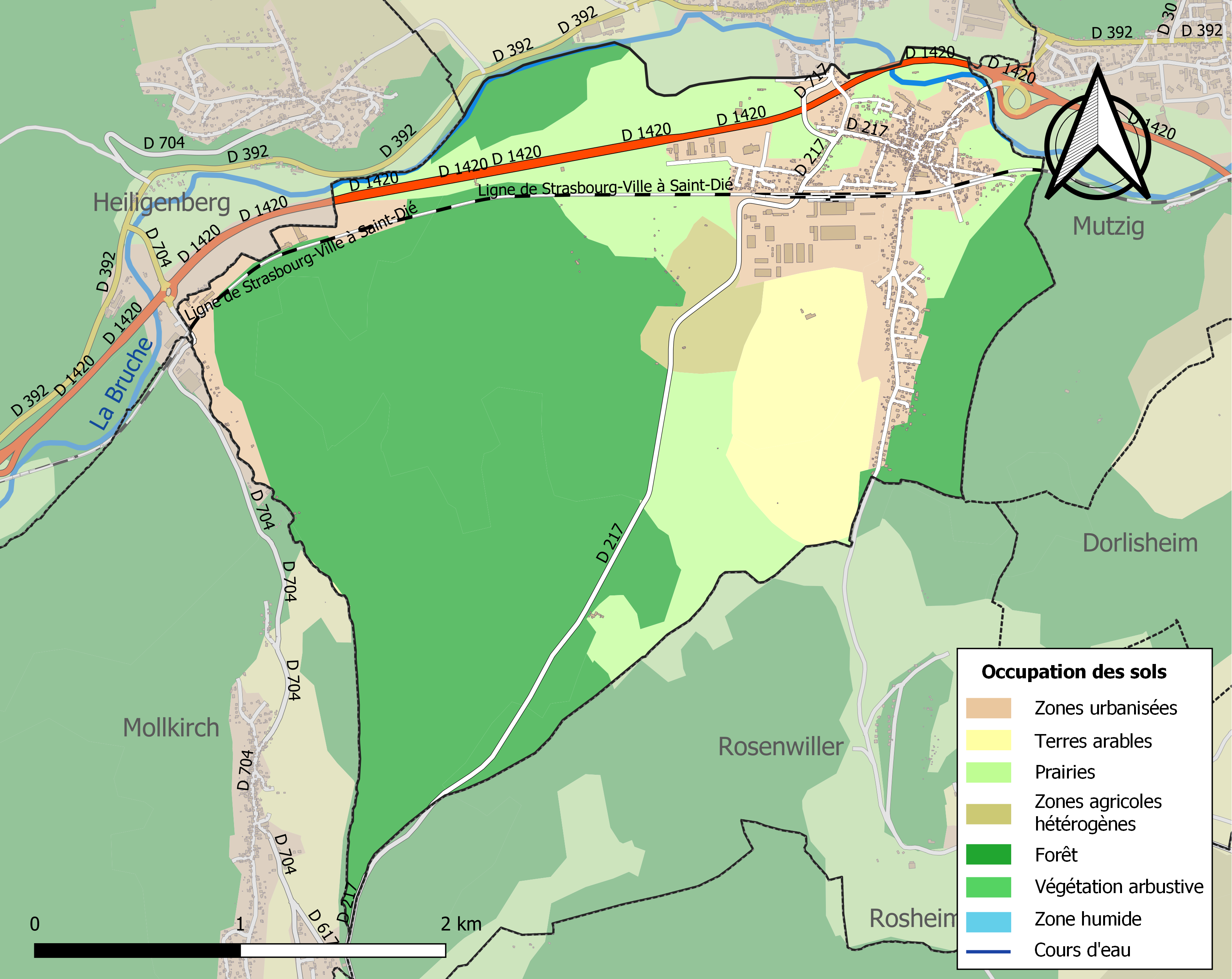
Carte des infrastructures et de l'occupation des sols de la commune en 2018 (CLC).

## Toponymie
Gresswieler (1793), Gresswiler (1801).

## Histoire
C'est en 849 que le village est mentionné pour la première fois, au moment où l'empereur Lothaire Ier offre à l'abbaye d'Erstein une cour domaniale se trouvant dans Gresswiller. C'est en 1507 que la localité passe sous l'autorité de l'évêque de Strasbourg et ce jusqu'à la Révolution. Le village connaît une importante croissance démographique au XIXe siècle ; grâce à l'industrie, la population double dans cette période et atteint son apogée en 1851 avec 1 002 habitants. Depuis lors et jusqu'à l'entre-deux-guerres elle régresse pour retrouver par la suite une nouvelle croissance.

### Garnison
L'établissement régional du matériel de Strasbourg — héritier de l'arsenal et du parc d'artillerie créés sous Napoléon Ier — débute la construction d'un nouveau site à Gresswiller en 1963. L'établissement régional du matériel de Gresswiller est inauguré le 1er mars 1965, l'emprise est nommée quartier Chassepot.
En 1989, s'y trouve également la 1re compagnie de soutien multi-technique du 5e régiment du matériel (5e RMAT) de Strasbourg. À la dissolution du 5e RMAT en 1991, le détachement de Gresswiller est rattaché au 1er régiment du matériel de Sarrebourg.
Le 1er janvier 1994, l'établissement régional du matériel (ERM) prend l’appellation d’établissement du matériel (ETAMAT).
Le 1er juillet 1999, l'établissement du matériel de Gresswiller devient un détachement du 6e régiment du matériel (6e RMAT).

## Politique et administration

### Liste des maires
| Période                                  | Période                   | Identité                                      | Étiquette | Qualité             |
| ---------------------------------------- | ------------------------- | --------------------------------------------- | --------- | ------------------- |
| Les données manquantes sont à compléter. |                           |                                               |           |                     |
| ?                                        | ?                         | Marcel Meyer                                  |           |                     |
| ?                                        | mars 1983                 | André Krust                                   |           |                     |
| mars 1983                                | mars 2001                 | René Moerckel (1936-2018)                     |           | Maire honoraire     |
| mars 2001                                | avril 2014                | Jean-Louis Wietrich                           |           |                     |
| avril 2014                               | En cours (au 31 mai 2020) | Pierre Thielen Réélu pour le mandat 2020-2026 |           | Accordeur de pianos |

## Population et société

### Démographie
L'évolution du nombre d'habitants est connue à travers les recensements de la population effectués dans la commune depuis 1793. Pour les communes de moins de 10 000 habitants, une enquête de recensement portant sur toute la population est réalisée tous les cinq ans, les populations de référence des années intermédiaires étant quant à elles estimées par interpolation ou extrapolation. Pour la commune, le premier recensement exhaustif entrant dans le cadre du nouveau dispositif a été réalisé en 2005.

En 2022, la commune comptait 1 677 habitants, en évolution de −1,12 % par rapport à 2016 (Bas-Rhin : +3,17 %, France hors Mayotte : +2,11 %).
| 1793 | 1800 | 1806 | 1821 | 1831 | 1836 | 1841 | 1846 | 1851  |
| ---- | ---- | ---- | ---- | ---- | ---- | ---- | ---- | ----- |
| 501  | 521  | 575  | 746  | 857  | 925  | 924  | 981  | 1 002 |

| 1856 | 1861 | 1866 | 1871 | 1875 | 1880 | 1885 | 1890 | 1895 |
| ---- | ---- | ---- | ---- | ---- | ---- | ---- | ---- | ---- |
| 943  | 940  | 932  | 878  | 807  | 829  | 865  | 905  | 868  |

| 1900 | 1905 | 1910 | 1921 | 1926 | 1931 | 1936 | 1946 | 1954 |
| ---- | ---- | ---- | ---- | ---- | ---- | ---- | ---- | ---- |
| 870  | 878  | 896  | 822  | 820  | 792  | 771  | 841  | 830  |

| 1962 | 1968 | 1975 | 1982  | 1990  | 1999  | 2005  | 2006  | 2010  |
| ---- | ---- | ---- | ----- | ----- | ----- | ----- | ----- | ----- |
| 869  | 919  | 964  | 1 052 | 1 181 | 1 287 | 1 408 | 1 443 | 1 538 |

| 2015  | 2020  | 2022  | - | - | - | - | - | - |
| ----- | ----- | ----- | - | - | - | - | - | - |
| 1 690 | 1 650 | 1 677 | - | - | - | - | - | - |

## Lieux et monuments

### Planétaire
Le planétaire montre le Soleil et ses planètes à l'intérieur d'un double bandeau circulaire de neuf mètres de diamètre. Par un ensemble subtil de tringles et de pignons, les mouvements sont reproduits au plus près de la réalité. Les positions obtenues pour les planètes sont alors conformes à celles observables dans le ciel alsacien. Un écusson mobile sur l'un des deux bandeaux indique la date et le jour. Le deuxième bandeau porte les constellations que le soleil traverse au fil de l'année. Une horloge à deux cadrans tournant en sens inverse complète l'installation. Elle indique l'heure solaire, locale, l'heure légale, la durée du jour et de la nuit ainsi que les phases de la Lune. Tout cela est entraîné par une mécanique complexe. C'est un moteur à poids régulé par un balancier. L'originalité est que ce moteur est entraîné par déplacement d'une masse d'eau. L'ensemble de cette réalisation a demandé 8 000 heures de travail bénévole. Le planétaire a été financé par la commune de Gresswiller avec le soutien du conseil général. 

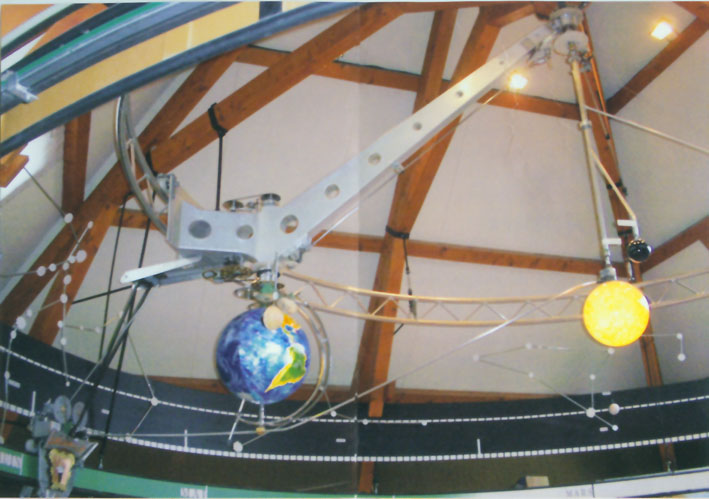
Vue globale du planétaire.
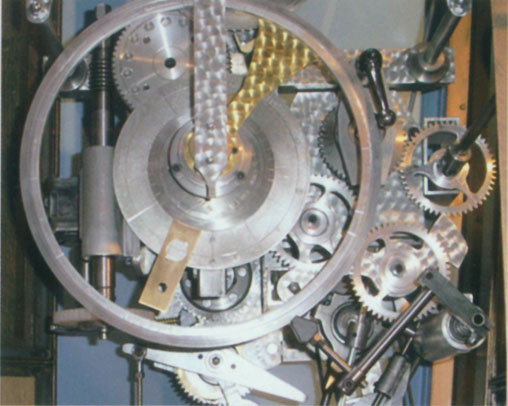
Mécanique du planétaire.
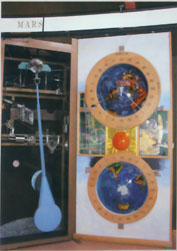
Horloge à deux cadrans du planétaire.
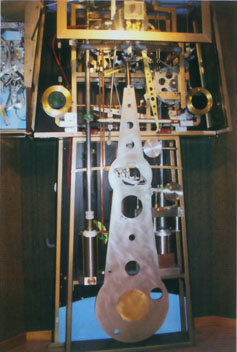
Balancier entraîné par une masse d'eau.

### Église catholique Saint-Martin
C'est devant le pignon de l'église reconstruite en 1766 que s'élève désormais la tour-porche se trouvant dans le style gothique tardif, le tout surhaussé d'une flèche en 1880. Le portail date de 1523 ; dans le clocher se trouvent quatre cloches dont la plus ancienne date de 1521. Dans le tympan creusé en niche se trouve la scène qui a inspiré le blason du village.
L'horloge Ungerer de 1882 qui trônait au sommet du clocher a retrouvé une seconde vie. Après restauration, elle fonctionne à nouveau ; elle est visible par le grand public en permanence dans le bâtiment spécialement construit pour l’accueillir.

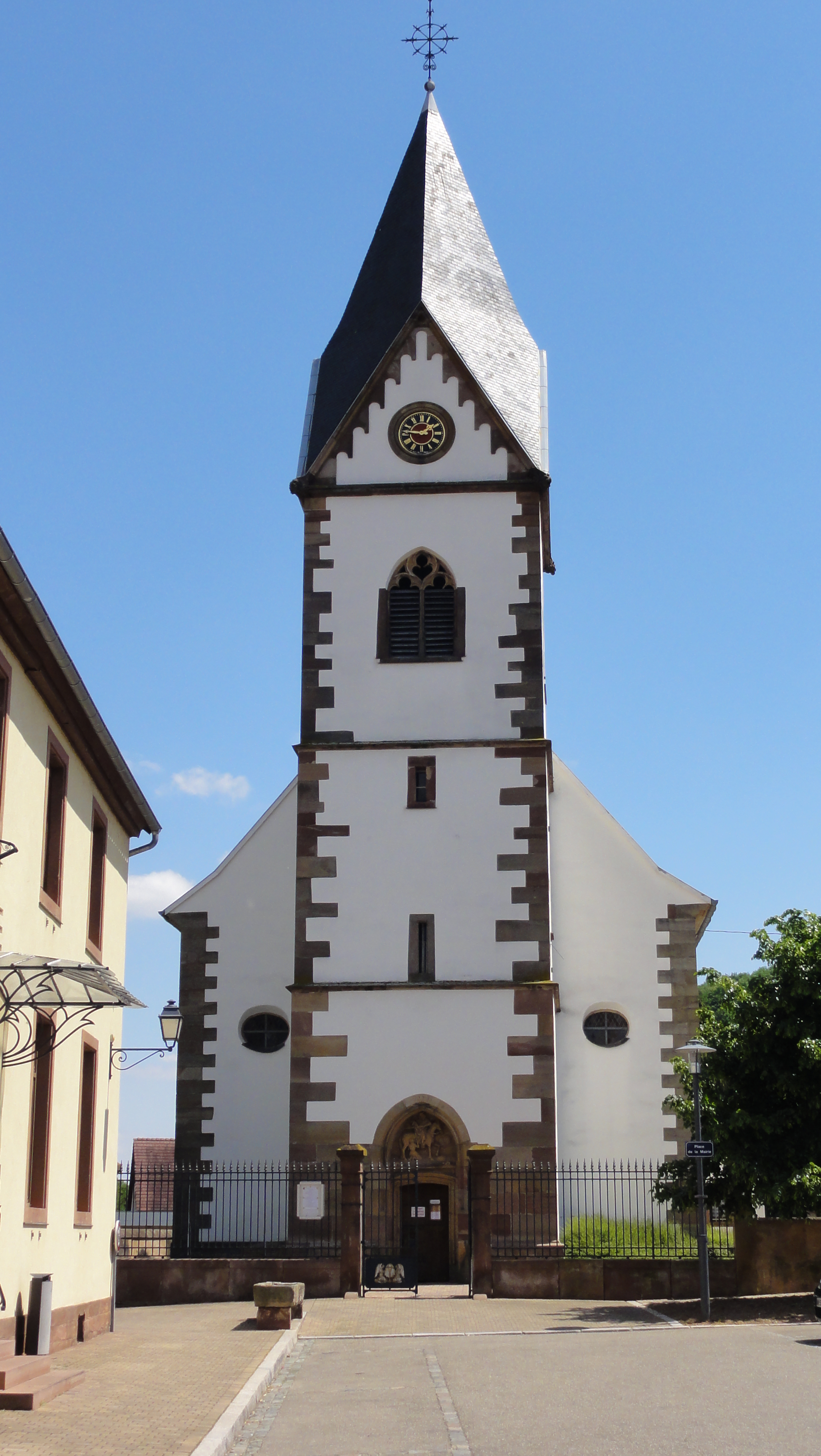
Église Saint-Martin.
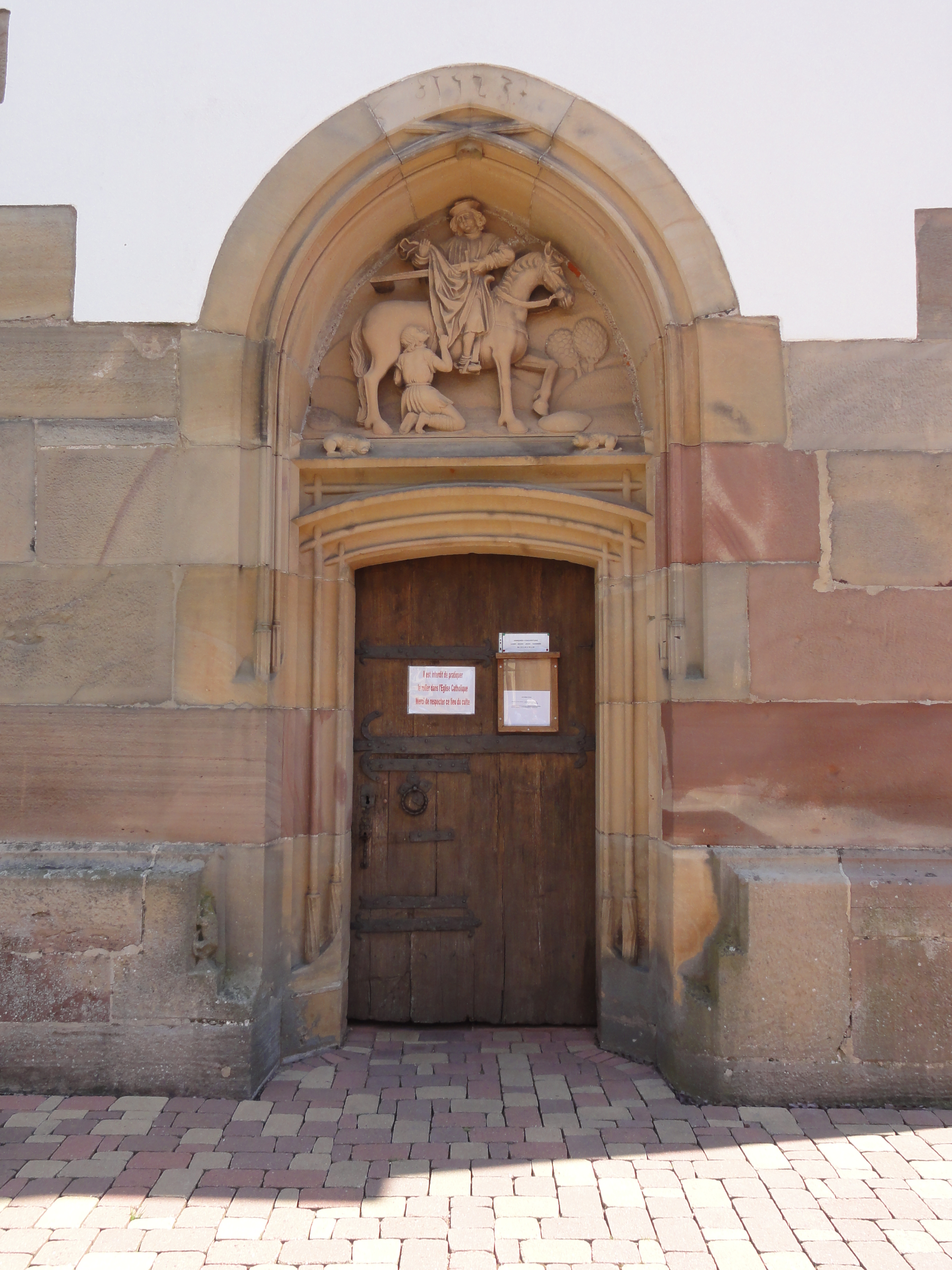
Portail Renaissance (1523).
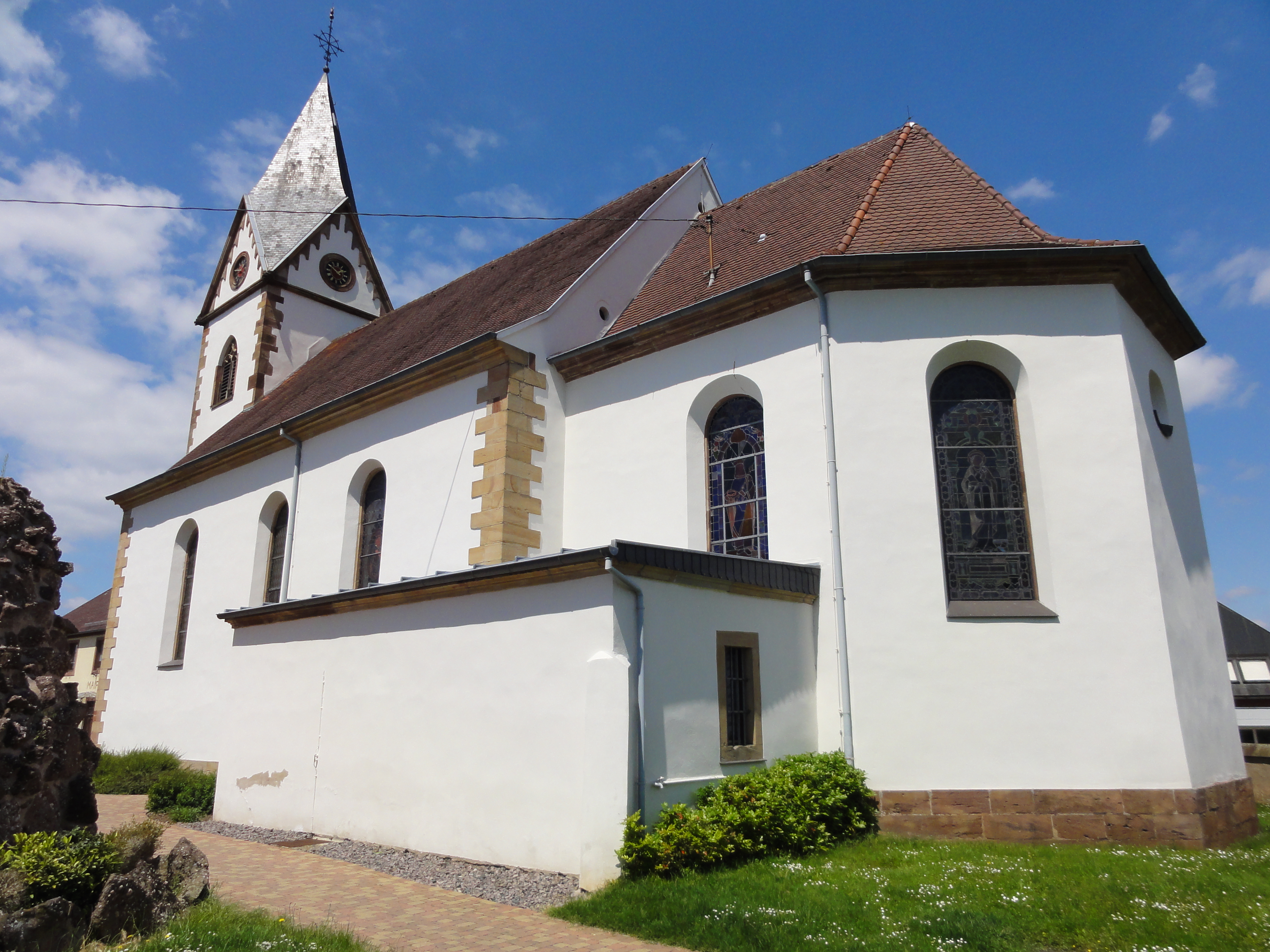
Nef côté Sud.
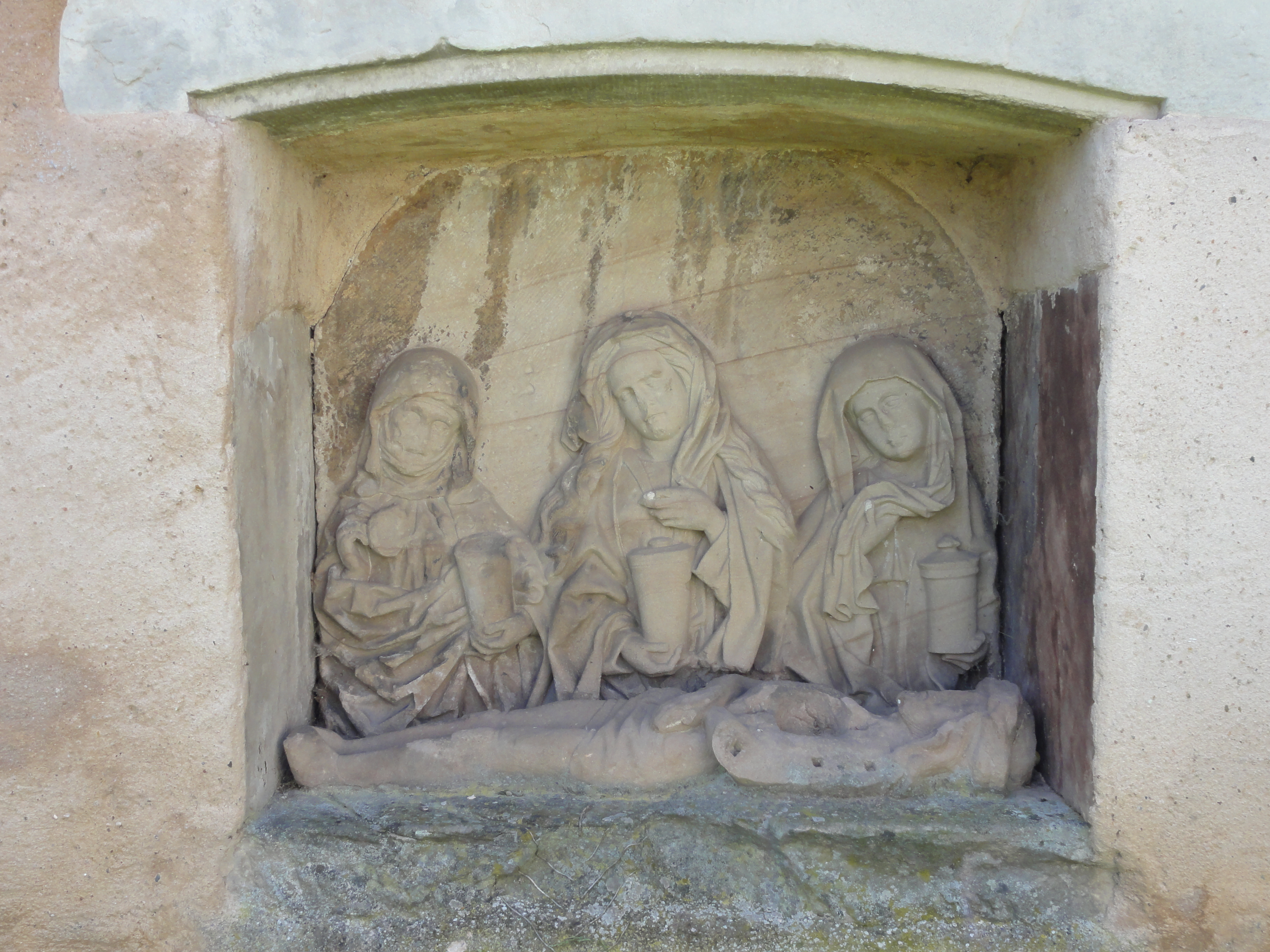
Saint-Sépulcre (XVIe siècle).

### Cimetière
Dans le mur de d'enceinte de l'ancien cimetière un Saint-Sépulcre miniature y est encastré. Il représente le Christ entouré de trois femmes voilées portant toutes les trois un flacon de baume. Se trouvant à proximité de l'entrée du cimetière, la stèle du maire François Coffin représente l'assomption de la Vierge. On y voit la Vierge soutenue par des anges et dominée par la Trinité.

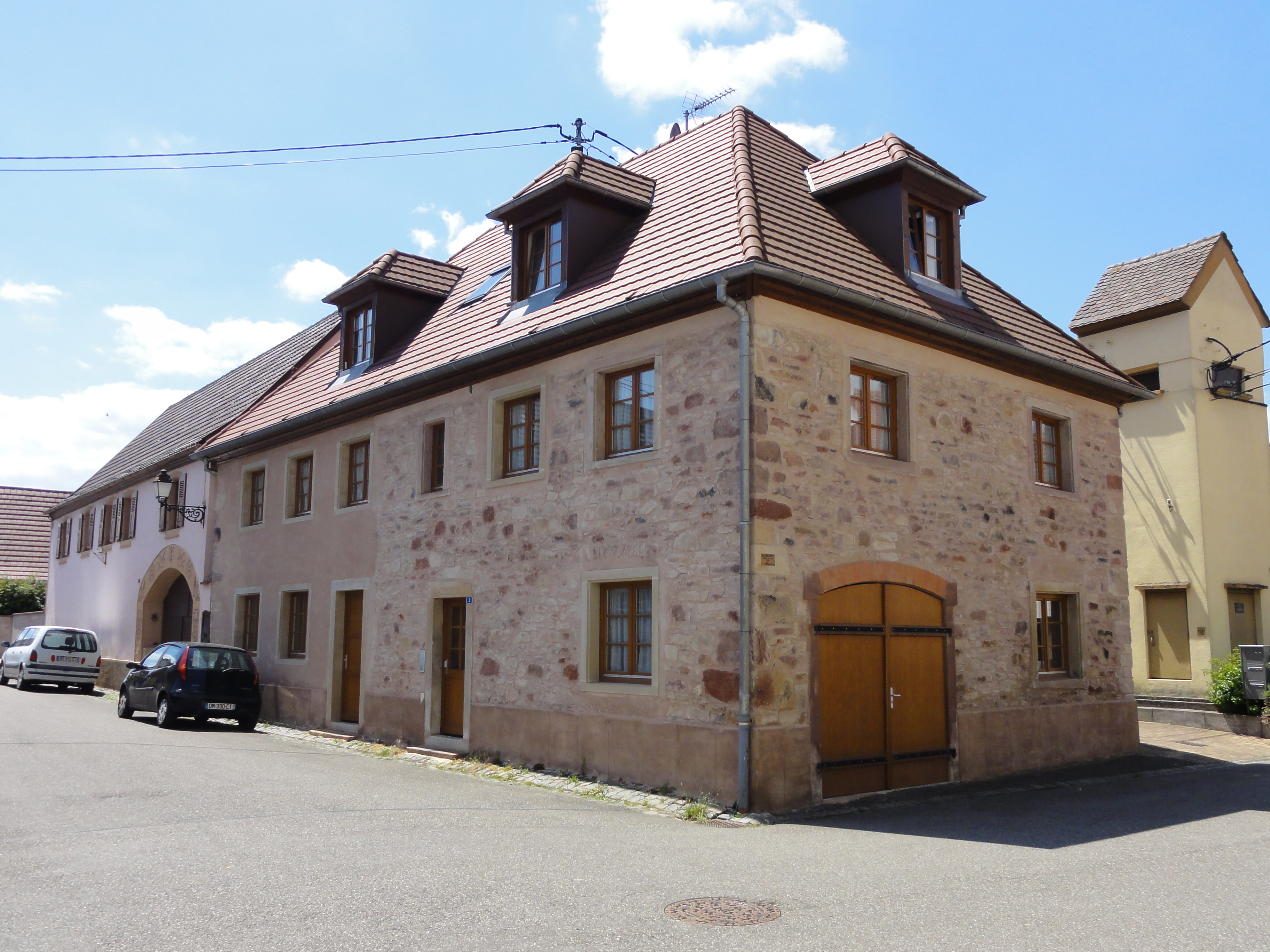
Ancienne école et corps de garde (1741), 2 rue des Forges.
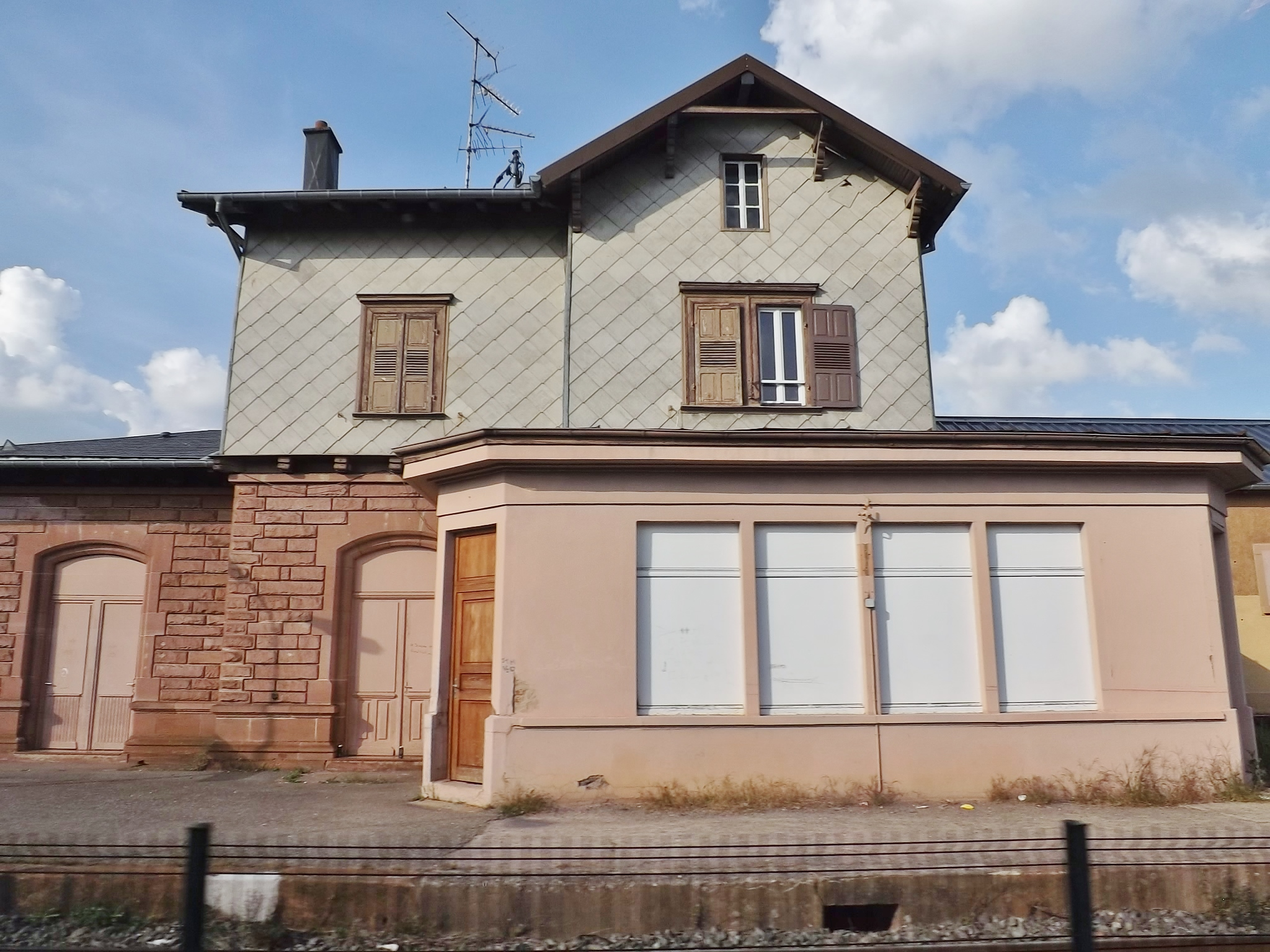
Gare de Gresswiller.

## Personnalités liées à la commune
- Auguste Dubois (1892-1973) : aquafortiste et dessinateur dont la maison natale se situe au 35, rue du Général-de-Gaulle. Après avoir fréquenté l'école des arts décoratifs de Strasbourg (de 1908 à 1910) puis l'académie des Beaux-Arts de Munich, il collaborera, entre 1920 et 1922, avec Ettore Bugatti, fondateur de la marque automobile, en travaillant pour lui comme dessinateur industriel. Une sculpture de son visage se dresse fièrement sur la façade de sa maison natale, à Gresswiller.
- Martin Winterberger, (1917-1993) est le seul Français évadé du camp de concentration de Natzweiler-Struthof.

## Héraldique
| Blason de Gresswiller | Blason  | D'azur à saint Martin équestre, coupant sa cape pour la partager avec un pauvre, le tout d'or sur une terrasse du même.                           |
| Blason de Gresswiller | Détails | Le blason de Gresswiller représente saint Martin, évêque de Tours à la fin du IVe siècle, coupant son manteau afin de le partager avec un pauvre. |